# Aosa parviflora
Aosa parviflora là một loài thực vật có hoa trong họ Loasaceae. Loài này được (Schrad. ex DC.) Weigend mô tả khoa học đầu tiên năm 2006.